# Nati nel 1979/Agosto
| Questa pagina contiene informazioni ricavate automaticamente dalle voci biografiche con l'ausilio del template Bio e di un bot. L'aggiornamento è periodico e automatico e ricostruisce completamente la pagina. Se manca una persona in questa lista, sei pregato di non aggiungerla, ma accertati piuttosto che la sua voce biografica contenga il template Bio e che i dati anagrafici siano correttamente compilati. Se il template Bio manca, inseriscilo tu stesso o, in alternativa, metti l'avviso {{tmp\|Bio}} che ne segnala la mancanza. Se i dati riportati sono sbagliati, correggi direttamente la voce biografica; le modifiche saranno visibili in questa lista entro pochi giorni. Per chiarimenti vedi il progetto biografie. La lista contiene solo le 363 persone che sono citate nell'enciclopedia e per le quali è stato implementato correttamente il template Bio. Pagina aggiornata al 18 ago 2025. |

- 1º agosto - Junior Agogo, calciatore ghanese († 2019)
- 1º agosto - Ryan Carroll, ex cestista statunitense
- 1º agosto - Bernadette Flynn, danzatrice irlandese
- 1º agosto - Phil Jevons, ex calciatore e allenatore di calcio inglese
- 1º agosto - Jason Momoa, attore e modello statunitense
- 1º agosto - Prince Nana, wrestler statunitense
- 1º agosto - Laurence Rochat, ex fondista svizzera
- 1º agosto - Yüksel Sariyar, allenatore di calcio e ex calciatore austriaco
- 1º agosto - Igor' Spasovchodskij, ex triplista russo
- 1º agosto - Tomislav Stipić, allenatore di calcio croato
- 1º agosto - Friedemann Vogel, ballerino tedesco
- 1º agosto - Honeysuckle Weeks, attrice britannica
- 1º agosto - Saša Đuričić, ex calciatore croato
- 2 agosto - Henri Antchouet, ex calciatore gabonese
- 2 agosto - Manuel Arboleda, ex calciatore colombiano
- 2 agosto - Ryūji Bando, ex calciatore giapponese
- 2 agosto - Daniela Di Bari, calciatrice italiana
- 2 agosto - Thamar Henneken, ex nuotatrice olandese
- 2 agosto - Jiang Kun, allenatore di calcio e ex calciatore cinese
- 2 agosto - Hosea Kiprop Rotich, ex maratoneta keniota
- 2 agosto - Reuben Kosgei, siepista e maratoneta keniota
- 2 agosto - Colby Lewis, giocatore di baseball statunitense
- 2 agosto - Lu Bofei, ex calciatore cinese
- 2 agosto - Wolfgang Reich, schermidore tedesco
- 2 agosto - Kamal Saaliti, ex calciatore norvegese
- 2 agosto - Hitoshi Sogahata, ex calciatore giapponese
- 2 agosto - Juliana Steinbach, pianista brasiliana
- 2 agosto - Mathieu Turgeon, ginnasta canadese
- 2 agosto - Samo Udrih, ex cestista sloveno
- 2 agosto - Alessandro Vanni, doppiatore italiano
- 2 agosto - Łukasz Żygadło, pallavolista polacco
- 3 agosto - Corrado Colombo, ex calciatore italiano
- 3 agosto - Claudio Gavillucci, arbitro di calcio italiano
- 3 agosto - Ciro Ginestra, allenatore di calcio e ex calciatore italiano
- 3 agosto - Danso Gordon, attore canadese
- 3 agosto - Julian Huxley, rugbista a 15 australiano
- 3 agosto - Igor Nascimento Soares, ex calciatore brasiliano
- 3 agosto - Evangeline Lilly, attrice canadese
- 3 agosto - Sara Masotti, attrice e cantante italiana
- 3 agosto - Maria Mittet, attrice, cantante e doppiatrice norvegese
- 3 agosto - Giuseppe Muraglia, ex ciclista su strada italiano
- 3 agosto - Romuald Peiser, allenatore di calcio e ex calciatore francese
- 3 agosto - Hope Riley, attrice statunitense
- 3 agosto - Aimen Rizouk, scacchista algerino
- 3 agosto - Suara, cantante giapponese
- 3 agosto - René Tórgarð, ex calciatore faroese
- 4 agosto - André Luiz Quirino Pereira, ex cestista brasiliano
- 4 agosto - Daniela Chmet, triatleta italiana
- 4 agosto - Magdalena Gwizdoń, ex biatleta polacca
- 4 agosto - Tal Hen, ex calciatore israeliano
- 4 agosto - Cahangir Həsənzadə, ex calciatore azero
- 4 agosto - Torgeir Ruud Ramsli, calciatore norvegese
- 4 agosto - Nina Solheim, taekwondoka norvegese
- 4 agosto - Hrvoje Sunara, allenatore di calcio e ex calciatore croato
- 4 agosto - Bo Svensson, allenatore di calcio e ex calciatore danese
- 4 agosto - Patryk Dominik Sztyber, chitarrista polacco
- 5 agosto - Nikolaos Anastasopoulos, ex calciatore greco
- 5 agosto - Andrіj Bіlec'kyj, politico e militare ucraino
- 5 agosto - Brandon Chaves, giocatore di baseball statunitense
- 5 agosto - José Fidalgo, modello e attore portoghese
- 5 agosto - David Healy, allenatore di calcio e ex calciatore britannico
- 5 agosto - Majka, rapper e personaggio televisivo ungherese
- 5 agosto - Ruslan Qafitullin, ex calciatore azero
- 5 agosto - Yasser Romero, pallavolista e giocatore di beach volley cubano
- 6 agosto - André Barreto, ex calciatore brasiliano
- 6 agosto - Francesco Bellotti, ex ciclista su strada italiano
- 6 agosto - Aurélien Clerc, ex ciclista su strada svizzero
- 6 agosto - Jaime Correa, ex calciatore messicano
- 6 agosto - Erol Iba, ex calciatore e allenatore di calcio indonesiano
- 6 agosto - Megumi Okina, attrice giapponese
- 6 agosto - Travis Reed, ex cestista statunitense
- 6 agosto - Angela Schijf, attrice e doppiatrice olandese
- 6 agosto - Seth Wand, ex giocatore di football americano statunitense
- 7 agosto - Guido Bellido, politico peruviano
- 7 agosto - Nenad Đorđević, allenatore di calcio e ex calciatore serbo
- 7 agosto - Eric Johnson, attore canadese
- 7 agosto - Simon Kassianides, attore, sceneggiatore e produttore cinematografico britannico
- 7 agosto - Seiji Koga, ex calciatore giapponese
- 7 agosto - Julien Leclercq, regista francese
- 7 agosto - Igor' Lukašin, tuffatore russo
- 7 agosto - Gangsta Boo, rapper statunitense († 2023)
- 7 agosto - Juan Pablo Rodríguez, ex calciatore messicano
- 7 agosto - Abigail Spanberger, politica statunitense
- 7 agosto - Nicole Tubiola, attrice statunitense
- 7 agosto - Benjamin Wallfisch, compositore e direttore d'orchestra britannico
- 7 agosto - James Zabiela, disc jockey britannico
- 7 agosto - Birgit Zotz, antropologa e scrittrice austriaca
- 8 agosto - Edita Angyalová, politica slovacca
- 8 agosto - William Avery, ex cestista statunitense
- 8 agosto - Benjamin Boyet, rugbista a 15 e conduttore radiofonico francese
- 8 agosto - Awa Doumbia, ex cestista senegalese
- 8 agosto - Daniel Gabbidon, ex calciatore gallese
- 8 agosto - Helbert Frederico Carreiro da Silva, ex calciatore brasiliano
- 8 agosto - Randy Holcomb, ex cestista statunitense
- 8 agosto - Bryan Hymel, tenore statunitense
- 8 agosto - Aljaksandar Jurėvič, ex calciatore bielorusso
- 8 agosto - Rashard Lewis, ex cestista statunitense
- 8 agosto - Samir Subash Naik, ex calciatore e allenatore di calcio indiano
- 8 agosto - Iisa, cantante finlandese
- 8 agosto - Guðjón Valur Sigurðsson, ex pallamanista e allenatore di pallamano islandese
- 8 agosto - Yuliseny Soria, ex cestista cubana
- 8 agosto - Keiji Yoshimura, ex calciatore giapponese
- 9 agosto - Ionut Avram, ex arbitro di calcio rumeno
- 9 agosto - Pablo Couñago, ex calciatore spagnolo
- 9 agosto - Paulin Dhëmbi, ex calciatore albanese
- 9 agosto - David Ferreira, ex calciatore colombiano
- 9 agosto - José Antonio Guerra, tuffatore cubano
- 9 agosto - Tore Ruud Hofstad, ex fondista norvegese
- 9 agosto - Kliff Kingsbury, ex giocatore di football americano e allenatore di football americano statunitense
- 9 agosto - Helge Payer, ex calciatore e commentatore televisivo austriaco
- 9 agosto - Ronnie Quintarelli, pilota automobilistico italiano
- 9 agosto - Anastasios Sidīropoulos, arbitro di calcio greco
- 9 agosto - Tony Stewart, ex giocatore di football americano tedesco
- 9 agosto - Salim Tuama, ex calciatore israeliano
- 9 agosto - Anna Zaporožanova, allenatrice di tennis e ex tennista ucraina
- 10 agosto - Joanna García, attrice statunitense
- 10 agosto - Samuele Gobbi, atleta paralimpico italiano
- 10 agosto - Hwang Woo-seul-hye, attrice sudcoreana
- 10 agosto - DeWayne Jefferson, ex cestista statunitense
- 10 agosto - Kongo Kong, wrestler statunitense
- 10 agosto - Caroline Lalive, ex sciatrice alpina statunitense
- 10 agosto - Brandon Lyon, ex giocatore di baseball statunitense
- 10 agosto - Apichet Puttan, calciatore thailandese
- 10 agosto - Maynor Suazo, ex calciatore honduregno
- 10 agosto - Skelley Adu Tutu, ex calciatore ghanese
- 11 agosto - Walter Ayoví, ex calciatore ecuadoriano
- 11 agosto - David Crawshay, canottiere australiano
- 11 agosto - Christer George, ex calciatore norvegese
- 11 agosto - Rob Kerkovich, attore statunitense
- 11 agosto - Jarno Leppälä, stuntman e personaggio televisivo finlandese
- 11 agosto - Paola Molino, cantante e attrice teatrale italiana
- 11 agosto - Luis Felipe Méliz, lunghista cubano
- 11 agosto - Drew Nelson, attore e doppiatore canadese
- 11 agosto - Valentina Petrini, giornalista e conduttrice televisiva italiana
- 11 agosto - Nicolas Seube, allenatore di calcio e ex calciatore francese
- 11 agosto - Michal Tabara, ex tennista ceco
- 11 agosto - Ricardo Villar, ex calciatore brasiliano
- 11 agosto - Nemanja Vučićević, ex calciatore serbo
- 12 agosto - Zlatan Bajramović, allenatore di calcio e ex calciatore bosniaco
- 12 agosto - Peter Browngardt, animatore e doppiatore statunitense
- 12 agosto - Bobi Cankov, giornalista, scrittore e conduttore radiofonico bulgaro († 2010)
- 12 agosto - Geisa Alini Campos da Silva de Oliveira, cestista brasiliana († 2021)
- 12 agosto - Ian Hutchinson, pilota motociclistico britannico
- 12 agosto - Júnior Izaguirre, ex calciatore honduregno
- 12 agosto - Joeano, ex calciatore brasiliano
- 12 agosto - Cindy Klassen, ex pattinatrice di velocità su ghiaccio canadese
- 12 agosto - Terrell Lyday, ex cestista statunitense
- 12 agosto - Keith Powell, attore statunitense
- 12 agosto - Andrėj Razin, ex calciatore bielorusso
- 12 agosto - Austra Skujytė, multiplista e pesista lituana
- 13 agosto - Bélux Kasongo, ex calciatore della Repubblica Democratica del Congo
- 13 agosto - Federica Cellini, regista e giornalista italiana
- 13 agosto - Andrés Chitiva, ex calciatore colombiano
- 13 agosto - Chris Christoffersen, ex cestista danese
- 13 agosto - Joseph Hansen, ex canottiere statunitense
- 13 agosto - Dan Anton Johansen, ex calciatore danese
- 13 agosto - Siméon Jonas, calciatore haitiano
- 13 agosto - Eġiše Melik'yan, allenatore di calcio e ex calciatore armeno
- 13 agosto - Bledi Shkëmbi, allenatore di calcio e ex calciatore albanese
- 13 agosto - Kasia Smutniak, attrice e modella polacca
- 14 agosto - Emir Alečković, ex arbitro di calcio bosniaco
- 14 agosto - Séverine Brémond Beltrame, ex tennista francese
- 14 agosto - Jérémie Bréchet, allenatore di calcio e ex calciatore francese
- 14 agosto - Paul Burgess, astista australiano
- 14 agosto - Alejandro Escalona, ex calciatore cileno
- 14 agosto - Frederico Emanuel Tavares Martins, ex calciatore portoghese
- 14 agosto - Michal Masný, ex pallavolista slovacco
- 14 agosto - Sandra McCoy, attrice statunitense
- 14 agosto - Sayaka Murata, scrittrice giapponese
- 14 agosto - Jamie Parker, attore e cantante britannico
- 14 agosto - Michela Pellizzoni, ex calciatrice italiana
- 14 agosto - Michal Rak, pallavolista ceco
- 14 agosto - Freddy, ex calciatore angolano
- 15 agosto - Catello Amarante, canottiere italiano
- 15 agosto - Jaclyn DeSantis, attrice statunitense
- 15 agosto - Carl Edwards, pilota automobilistico statunitense
- 15 agosto - Aram Hakobyan, ex calciatore armeno
- 15 agosto - Mychajlo Havryljuk, politico ucraino
- 15 agosto - Jon Hopkins, musicista e compositore britannico
- 15 agosto - Jasmin Hukić, ex cestista bosniaco
- 15 agosto - Jeff Hurd, politico statunitense
- 15 agosto - Cassandra Lynn, modella statunitense († 2014)
- 15 agosto - Denise Oliver, doppiatrice canadese
- 15 agosto - Ailyn Pérez, soprano statunitense
- 15 agosto - Tong Jian, ex pattinatore artistico su ghiaccio cinese
- 15 agosto - Adriano Viterbini, chitarrista, cantante e compositore italiano
- 15 agosto - Javier Yacuzzi, calciatore argentino († 2023)
- 15 agosto - Sumaira Zahoor, ex mezzofondista pakistana
- 16 agosto - Donny de Groot, ex calciatore olandese
- 16 agosto - Kim Gyu-ri, attrice sudcoreana
- 16 agosto - Sérgio Leite, ex calciatore portoghese
- 16 agosto - Stevan Nađfeji, ex cestista e allenatore di pallacanestro serbo
- 16 agosto - Ramiz Suljanović, ex cestista bosniaco
- 16 agosto - Tory Walker, ex cestista statunitense
- 16 agosto - Sergio del Molino, scrittore spagnolo
- 17 agosto - Siri Bjørgen, ex sciatrice alpina norvegese
- 17 agosto - Marc Bottollier-Lasquin, ex sciatore alpino francese
- 17 agosto - Pasquale Di Silvio, pugile italiano
- 17 agosto - Mylène Dinh-Robic, attrice e doppiatrice canadese
- 17 agosto - Julien Escudé, ex calciatore francese
- 17 agosto - Mete Kalkavan, arbitro di calcio turco
- 17 agosto - Mike Lewis, chitarrista britannico
- 17 agosto - Arleta Meloch, atleta paralimpica polacca
- 17 agosto - Jamie Rauch, ex nuotatore statunitense
- 17 agosto - Daniele Sottile, pallavolista italiano
- 17 agosto - Simon Taylor, ex rugbista a 15 e imprenditore britannico
- 18 agosto - Christine Amertil, velocista bahamense
- 18 agosto - Colleen Lanne, ex nuotatrice statunitense
- 18 agosto - Víctor Merino, ex calciatore salvadoregno
- 18 agosto - Aleksandr Michajlin, judoka russo
- 18 agosto - Thabang Radebe, ex calciatore sudafricano
- 18 agosto - Martin Šarić, ex calciatore argentino
- 19 agosto - Matteo Luigi Bianchi, politico italiano
- 19 agosto - Vincenza Cacace, showgirl, conduttrice televisiva e ex modella italiana
- 19 agosto - Andrea Coppolino, ginnasta italiano
- 19 agosto - Hanno Hasler, ex calciatore liechtensteinese
- 19 agosto - Ivan Heško, mezzofondista ucraino
- 19 agosto - Jaël, cantante e chitarrista svizzera
- 19 agosto - Gintautas Paluckas, politico lituano
- 19 agosto - Niilo Sevänen, musicista finlandese
- 19 agosto - Gonzague Van Dooren, ex calciatore belga
- 19 agosto - Yago Alonso-Fueyo, ex calciatore spagnolo
- 20 agosto - Sarah Borwell, ex tennista britannica
- 20 agosto - Marco Cortesi, attore, regista e scrittore italiano
- 20 agosto - Vitalij Kolesnik, hockeista su ghiaccio kazako
- 20 agosto - Mandy Leach, ex nuotatrice zimbabwese
- 20 agosto - Stuart Malcolm, ex calciatore scozzese
- 20 agosto - Johan Markusson, dirigente sportivo e ex hockeista su ghiaccio svedese
- 20 agosto - Lorenzo Moretti, ex calciatore sammarinese
- 20 agosto - Alexander Nouri, allenatore di calcio e ex calciatore tedesco
- 20 agosto - Preston Shumpert, ex cestista statunitense
- 21 agosto - Florian Bruns, allenatore di calcio e ex calciatore tedesco
- 21 agosto - Alfredo Challenger, ex calciatore britannico
- 21 agosto - Joel Griffiths, ex calciatore australiano
- 21 agosto - Brian Jagde, tenore statunitense
- 21 agosto - Kevin Janssens, attore belga
- 21 agosto - Kelis, cantante e rapper statunitense
- 21 agosto - Toafik Salhi, ex calciatore tunisino
- 21 agosto - Jaynetta Saunders, ex cestista statunitense
- 22 agosto - Brandon Adams, attore statunitense
- 22 agosto - Mia Audina, ex giocatrice di badminton indonesiana
- 22 agosto - Natalia Barbu, cantautrice e violinista moldava
- 22 agosto - Jacky Chu, cantante e attore taiwanese
- 22 agosto - Jennifer Finnigan, attrice canadese
- 22 agosto - Giuseppe Mascara, allenatore di calcio e ex calciatore italiano
- 22 agosto - Miguel Mifsud, ex calciatore maltese
- 22 agosto - Hazel Robson, ex atleta paralimpica britannica
- 22 agosto - Klodiana Shala, velocista e ostacolista albanese
- 22 agosto - Ardi Warsidi, ex calciatore indonesiano
- 23 agosto - Actress, disc jockey e musicista inglese
- 23 agosto - Jessica Bibby, ex cestista australiana
- 23 agosto - Saskia Clark, velista britannica
- 23 agosto - Clare Grant, attrice, produttrice cinematografica e ex modella statunitense
- 23 agosto - Nichola Mallon, politica britannica
- 23 agosto - Alessandro Mannarino, cantautore italiano
- 23 agosto - Bahia Mouhtassine, ex tennista marocchina
- 23 agosto - Edgar Daniel Núñez, ex calciatore honduregno
- 23 agosto - Bilal, cantautore, produttore discografico e musicista statunitense
- 23 agosto - Pierre Paquin, ex sciatore alpino francese
- 23 agosto - Kenny Pavey, ex calciatore inglese
- 24 agosto - Adriano Barbosa Miranda da Luz, ex calciatore capoverdiano
- 24 agosto - Dario Biasi, ex calciatore italiano
- 24 agosto - Andrea Chiodi, regista teatrale italiano
- 24 agosto - Orlando Engelaar, ex calciatore olandese
- 24 agosto - Levi Jones, ex giocatore di football americano statunitense
- 24 agosto - Kaki King, chitarrista e compositrice statunitense
- 24 agosto - Katja Nyberg, ex pallamanista norvegese
- 24 agosto - Michael Redd, ex cestista statunitense
- 25 agosto - Hussain Al Jassmi, cantante e musicista emiratino
- 25 agosto - Carlos Alonso, ex calciatore nicaraguense
- 25 agosto - Dimităr Angelov, ex cestista e allenatore di pallacanestro bulgaro
- 25 agosto - Kate Box, attrice australiana
- 25 agosto - Jeff Campbell, ex calciatore neozelandese
- 25 agosto - Danny Castillo, artista marziale misto statunitense
- 25 agosto - Andreas Damstuen, ex sciatore alpino norvegese
- 25 agosto - Luke Delaney, astronauta statunitense
- 25 agosto - Marlon Harewood, ex calciatore inglese
- 25 agosto - Jeff Hume, ex sciatore alpino canadese
- 25 agosto - Andrew Hussie, fumettista statunitense
- 25 agosto - Dainius Kairelis, ex ciclista su strada lituano
- 25 agosto - Philipp Mißfelder, politico tedesco († 2015)
- 25 agosto - Vincent Moon, regista francese
- 25 agosto - Deanna Nolan, ex cestista statunitense
- 25 agosto - J.T. O'Sullivan, ex giocatore di football americano statunitense
- 25 agosto - Adam Port, disc jockey e produttore discografico tedesco
- 25 agosto - Mauro Uzzeo, fumettista e regista italiano
- 25 agosto - Aleksandar Vuković, allenatore di calcio e ex calciatore serbo
- 26 agosto - Berckus Duverly Goma, religioso e teologo congolese (Repubblica del Congo)
- 26 agosto - Fernando Grana, giocatore di calcio a 5 brasiliano
- 26 agosto - Jamal Lewis, ex giocatore di football americano statunitense
- 26 agosto - Marianna Longa, ex fondista italiana
- 26 agosto - Cristian Mora, ex calciatore ecuadoriano
- 26 agosto - Allison Robertson, chitarrista statunitense
- 26 agosto - Weligton, ex calciatore brasiliano
- 27 agosto - Samir Beloufa, ex calciatore francese
- 27 agosto - Rodney Bias, ex cestista statunitense
- 27 agosto - Ole Bischof, judoka tedesco
- 27 agosto - Juan Luis Guirado, ex calciatore spagnolo
- 27 agosto - Oliver Kieffer, ex pallavolista francese
- 27 agosto - Nasreddine Kraouche, ex calciatore francese
- 27 agosto - Obaid Mohamed, ex calciatore emiratino
- 27 agosto - Carmen Monarcha, soprano brasiliana
- 27 agosto - Karel Rachůnek, hockeista su ghiaccio ceco († 2011)
- 27 agosto - Rusty Smith, ex pattinatore di short track statunitense
- 27 agosto - Aiden Starr, attrice pornografica e regista statunitense
- 27 agosto - Aaron Paul, attore statunitense
- 27 agosto - Tian Liang, tuffatore cinese
- 27 agosto - Paddy Wallace, ex rugbista a 15 britannico
- 27 agosto - Masayuki Yanagisawa, ex calciatore giapponese
- 28 agosto - Shaila Dúrcal, cantante e chitarrista spagnola
- 28 agosto - Jamar Fletcher, ex giocatore di football americano statunitense
- 28 agosto - Michel Franco, regista, sceneggiatore e montatore messicano
- 28 agosto - Chiara Giallonardo, conduttrice televisiva e conduttrice radiofonica italiana
- 28 agosto - Elva Hsiao, cantante e attrice taiwanese
- 28 agosto - Petros Konnafīs, ex calciatore cipriota
- 28 agosto - Andrew Lepani, calciatore papuano
- 28 agosto - Matteo Manfredi, imprenditore italiano
- 28 agosto - Cristian Martins Cabral, ex calciatore brasiliano
- 28 agosto - Luis Arturo Mena, ex calciatore cileno
- 28 agosto - Magdalena Mroczkiewicz, schermitrice polacca
- 28 agosto - Markus Pröll, ex calciatore tedesco
- 28 agosto - Christopher Sembroski, ingegnere militare e astronauta statunitense
- 28 agosto - Ismed Sofyan, calciatore indonesiano
- 28 agosto - Kenny Stamatopoulos, allenatore di calcio e calciatore greco
- 28 agosto - Shane Van Dyke, attore, regista e sceneggiatore statunitense
- 28 agosto - Ivana Voračková, ex cestista ceca
- 29 agosto - Jacky Berdix, calciatore francese
- 29 agosto - Clark, musicista e produttore discografico inglese
- 29 agosto - David Cortés Caballero, ex calciatore spagnolo
- 29 agosto - Stijn Devolder, ex ciclista su strada belga
- 29 agosto - Kati Fors, cantante e attrice teatrale finlandese
- 29 agosto - Dan Harris, regista, sceneggiatore e produttore cinematografico statunitense
- 29 agosto - Boris Kondev, ex calciatore bulgaro
- 29 agosto - Luigi Pagliuca, allenatore di calcio e ex calciatore italiano
- 29 agosto - Justine Pasek, modella panamense
- 29 agosto - Barbara Topsøe-Rothenborg, regista, sceneggiatrice e scrittrice danese
- 29 agosto - Andrzej Witkowski, schermidore polacco
- 29 agosto - Youssoupha, rapper francese
- 30 agosto - Manuel Baum, allenatore di calcio e ex calciatore tedesco
- 30 agosto - Marco Büchel, ex calciatore liechtensteinese
- 30 agosto - Santiago Cafiero, politico argentino
- 30 agosto - Juan Ignacio Chela, allenatore di tennis e ex tennista argentino
- 30 agosto - Julija Fomenko, ex mezzofondista russa
- 30 agosto - Camilla Gallo, doppiatrice italiana
- 30 agosto - Barb Honchak, artista marziale misto statunitense
- 30 agosto - Marin Ireland, attrice statunitense
- 30 agosto - Jang Ji-won, ex taekwondoka sudcoreana
- 30 agosto - Sergio Mora Sánchez, allenatore di calcio e ex calciatore spagnolo
- 30 agosto - Rodrigo Naranjo, ex calciatore cileno
- 30 agosto - Othon & Tomasini, compositore e pianista greca
- 30 agosto - Jevhen Pichkur, ex calciatore ucraino
- 30 agosto - Riccardo Trevisani, giornalista, conduttore televisivo e telecronista sportivo italiano
- 30 agosto - Wang Xiao, calciatore cinese
- 31 agosto - Paula Barreto, attrice colombiana
- 31 agosto - Ivan Cvetkov, ex calciatore e dirigente sportivo bulgaro
- 31 agosto - Alex Happacher, ex sciatore alpino italiano
- 31 agosto - Mickie James, wrestler e cantante statunitense
- 31 agosto - Mark Johnston, ex nuotatore canadese
- 31 agosto - Peter Luczak, allenatore di tennis e ex tennista polacco
- 31 agosto - Yara Martinez, attrice statunitense
- 31 agosto - Simon Neil, cantante, chitarrista e cantautore scozzese
- 31 agosto - Noelia, cantante e attrice portoricana
- 31 agosto - Johnny Phillips, ex cestista statunitense